# الجديدة (بعلبك)
الجديدة هي حي من أحياء بلدة الفاكهة اللبنانية من قرى قضاء بعلبك في محافظة بعلبك الهرمل.